# Santuario de la Virgen del Campo (Camarillas)
El santuario de la Virgen del Campo en Camarillas (Provincia de Teruel, España) es un conjunto arquitectónico en el que se concentran, en torno a un patio abierto de planta rectangular, la ermita vieja, la ermita nueva y varias construcciones secundarias. 
La ermita vieja data del siglo XIV, es de estilo gótico y se abre al patio a través de un pórtico renacentista de dos pisos construido totalmente en piedra sillar, adosado al muro sur de la ermita. La ermita, que presenta fábrica de cantería, es de traza muy sencilla, con ábside poligonal y nave única cubierta con bóvedas de crucería. La cabecera al interior se encuentra separada de la nave por un tabique y al exterior tiene adosada una torre mudéjar de ladrillo, levantada ya en el siglo XVI. 
La ermita nueva es un edificio del siglo XVIII, de mayor tamaño que el anterior y también construido en mampostería y sillar. Consta de tres naves de cuatro tramos, un crucero cubierto con cúpula y una cabecera recta. Al exterior destaca su fachada clasicista y al interior varias pinturas murales de estilo barroco. 
Entre las construcciones secundarias de carácter popular sobresale la denominada "Casa del Ermitaño" del siglo XVI. 